# Diego Andrei Mejía
Diego Andrei Mejía (* 12. Oktober 1983 in Querétaro, Querétaro) ist ein mexikanischer Fußballspieler, der vorwiegend im Mittelfeld agiert.

## Laufbahn
Mejía begann seine Laufbahn als Profispieler in der Saison 2003/04 bei Atlético Celaya und spielte für diverse Vereine in der zweiten mexikanischen Liga. Der Sprung in die höchste mexikanische Spielklasse gelang ihm lediglich zweimal: zunächst in der Clausura 2012 für Monarcas Morelia und in der Saison 2015/16 für die Dorados de Sinaloa, mit denen ihm in der Saison 2014/15 der Gewinn der Zweitliga-Meisterschaft sowie der damit verbundene Aufstieg in die erste Liga gelang. Zwei Jahre zuvor hatte er bereits mit den Toros Neza die Zweitliga-Meisterschaft in der Apertura 2012 gewonnen, war aber mit seiner Mannschaft im Aufstiegsfinale am Ende der Saison 2012/13 gescheitert.

## Erfolge
- Mexikanischer Zweitligameister: Apertura 2012, Clausura 2015